# Девушка (фильм, 2009)
«Девушка» (швед. Flickan) — кинофильм шведского режиссёра Фредерика Эдфельдта.
Фильм получил в 2010 году национальную кинонаграду Швеции Золотой жук, а именно Хойте Ван Хойтема за лучшую операторскую работу. Также были представлены в номинации: лучшая актриса второго плана Това Магнуссон-Норлинг, лучший режиссёр и лучший сценарист.

## Сюжет
Десятилетняя девочка остается под надзором тётки, когда вся семья уезжает за границу, чтобы помочь детям в Африке. Тётка, озабоченная урегулированием личных дел так, что вскоре умчалась вместе с видным мужчиной, обещавшим устроить ей райскую жизнь. Вот и осталась девочка одна-одинёшенька, скрывая это от соседей и не отвечая на родительские телефонные звонки, ненарочно доказывая всем им, что «взрослость» — это состояние духа, а не количество прожитых лет...Она постепенно входит во взрослую жизнь, испытавая дискомфорт и одиночество.

## В ролях
- Бланка Энгстрём - Девушка
- Шанти Рони - Отец
- Анника Халлин - Мать
- Калле Линдквист - Петтер
- Това Магнуссон-Норлинг - Анна
- Лейф Андре - Гуннар
- Мария Лангхаммер - Элизабет